# Cal Capella (l'Hospitalet de Llobregat)
Cal Capella és una masia de l'Hospitalet de Llobregat, inclosa a l'Inventari del Patrimoni Arquitectònic de Catalunya.

## Història
Construïda a finals del segle xix, es convertí en restaurant el 1977.

## Descripció
Masia de tres cossos adossats longitudinalment, el central més alt que els laterals. Coberta de teula àrab a dues vessants en els dos primers i a una en el cos posterior. Els murs utilitzen la pedra i el maó arrebossats, que ha caigut en bona part de la part posterior. L'entrada a la masia es troba en el cos central. Hi ha poques obertures i són rectangulars. Les bigues de la planta baixa són de fusta i la distribució és pràcticament la original.